# Pimlico Boys
La serie di romanzi per ragazzi dedicata ai Pimlico Boys fa parte della collana Il giallo dei ragazzi, pubblicata dalla Arnoldo Mondadori Editore dai primi anni settanta ai primi anni ottanta.
I 17 volumi hanno venduto complessivamente quasi un milione di copie solo in Italia, ed è stata pubblicata anche in Francia e in Spagna.

## Caratteristiche
I romanzi sono ambientati prevalentemente in Inghilterra (salvo uno parzialmente ambientato in Italia), ed hanno come protagonisti gli adolescenti londinesi Koffy, Frizzy e Trudy, originari del quartiere di Pimlico, a Londra, variamente coinvolti in vicende a sfondo giallo o spionistico.
Koffy e Trudy sono fratello e sorella, mentre il terzo, Frizzy (alto e con gli occhiali), è un amico dei due.
Lo stile dei romanzi appare sostanzialmente derivativo rispetto alle avventure de I tre investigatori, della stessa collana, sebbene gli elementi soprannaturali siano del tutto assenti, con prevalenza dell'azione sulla pura speculazione investigativa: il modello della serie non è dunque il giallo classico alla Arthur Conan Doyle o alla John Dickson Carr, come per I tre investigatori, quanto, seppur in tono minore, la letteratura di genere spionistico e d'azione.
Le copertine dei romanzi erano in prevalenza opera di Giovanni Mulazzani, grafico e illustratore pesarese, già membro dello Studio Ink che curava le copertine de I tre investigatori.

## Autore
L'autore dei romanzi, inizialmente sconosciuto, è lo scrittore Paul Dorval, pseudonimo dietro il quale si nasconde il giornalista Alessandro Cairoli.
Nelle quarte di copertina dei singoli romanzi non veniva mai pubblicato il titolo originale dell'edizione inglese, né veniva chiarito se la pubblicazione, ad opera della casa editrice italiana, fosse effettuata su licenza di una casa editrice straniera titolare degli originari diritti, come avveniva per altre serie effettivamente scritte e pubblicate negli Stati Uniti, quali, ad esempio, I tre investigatori.
L'editore Simonelli ha ristampato la serie dei Pimlico Boys, e ha inoltre pubblicato su YouTube una lunga intervista dal titolo: "...ed ecco chi è veramente Paul Dorval", in cui Cairoli stesso spiega i particolari e conferma di essere stato l'autore.

## Titoli
- Brivido al museo (1973), n°67
- Banditi e Purosangue (1973), n°70
- Sulle onde del walkie talkie (1973), n°72
- Operazione controspionaggio (1974), n°75
- Dramma all'aeroporto (1974), n°81
- I Pimlico Boys non perdonano (1975), n°85
- Le bande dei Tir (1975), n°88
- Londra nel terrore (1975), n°94
- I pirati dell'atomo (1976), n°99
- La setta dei Condor (1976), n°107
- Le ortensie maledette (1976), n°112
- I ventiquattro parasoli (1977), n°116
- Cinque mosche assassine (1977), n°122
- La morte che ride (1978), n°128
- Nell'occhio del mirino (1978), n°134
- Il signore nero di Norfolk (1979), n°140
- La fabbrica delle belve (1980), n°152